# Organització específica
Una organització específica és un mètode associatiu clàssic anarquista, que assenyala a aquella agrupació que manifeste una adhesió oberta i específica a l'anarquisme, normalment a manera d'un club polític. Esta seria una organització encaminada a difondre les idees anarquistes en forma que puga visibilitzar l'acció anarquista en particular i el seu projecte, "produint" espais i experiències d'anarquia. Així també el membre en una organització anarquista ajudaria a tindre una visió i estratègia específicament anarquista que permeta millor encarar les conjuntures i els projectes junt amb altres moviments socials.
L'organització específica és una pràctica sorgida en la primera mitat del segle xx amb la creació de federacions anarquistes nacionals i regionals, de la mà de l'anarcosindicalisme per a reforçar la seua orientació política, però mentre l'àmbit de l'anarcosindicat és l'organització laboral autònoma (per damunt de la ideologia), el de l'organització específica és la promoció puntual de l'anarquia.

## Models
Associacions específiques existents en el món són les afiliades a les federacions anarquistes, siguen les que s'aglutinen dins de la Internacional de Federacions Anarquistes d'índole sintetista o afins (el sintetisme i aproximacions a este constituïxen la forma més o menys predominant d'organització específica del moviment llibertari internacional), o cas contrari siguen estes de línia plataformista. No ha de prendre's com a sinònim de especifisme, si bé este és una forma més que pot adoptar l'organització específica.

## Veja també
- Minoria activa
- Grup d'afinitat